# Pharnakes I. (Minister)
Pharnakes (elamisch: Parnaka, altpersisch: Farnaka; † nach 497 v. Chr.) war ein Adliger und Minister im persischen Großreich der Achämeniden im 6. und 5. vorchristlichen Jahrhundert. Als jüngerer Sohn des Arschama I. war er selbst ein Angehöriger der Achämeniden-Dynastie, sein älterer Bruder war Hystaspes.

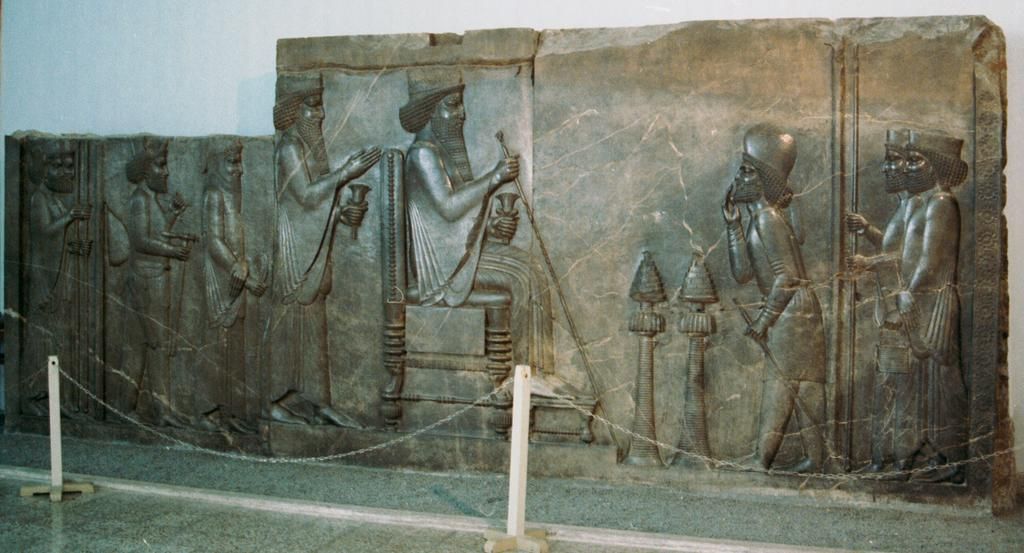
Apadana-Relief vom nördlichen Treppenaufgang des Palastes von Persepolis (Archäologisches Museum Teheran)

Unter der Herrschaft des Großkönigs Kambyses II. diente Pharnakes in den 520er Jahren v. Chr. als Gefolgsmann des Statthalters Gobryas in Babylon. In diesen Jahren usurpierte sein Neffe Dareios I. den Thron des Großkönigs gegen Gaumata, nachdem Kambyses II. gestorben war. Seinem Neffen diente Pharnakes als Chefadministrator des Hofes in Persepolis, wo seine Arbeit in mehreren hundert erhaltenen Tontafeln überliefert ist. Zusammen mit seiner rechten Hand, Ziššawiš, organisierte und verwaltete er dabei die Lebensmittelversorgung des Hofes und die Zuweisungen (Rationen) an Familienmitglieder oder Vertraute des Königs. Gemessen an den erhaltenen Tontafeln belief sich seine Amtszeit zwischen dem sechzehnten und fünfundzwanzigsten Regierungsjahr (506–497 v. Chr.) des Dareios, sein Nachfolger im Amt war Aspathines.
Pharnakes wird eine bildliche Darstellung in den berühmten Apadana-Reliefs von Persepolis zugeschrieben (siehe Bild), in einer Szene, die am nördlichen Treppenaufgang der Palastanlage angebracht war. Sie zeigt ihn bei einer Audienz bei dem Großkönig Dareios I., vor dem er sich verbeugt und die rechte Hand zum Kuss an seinen Mund führt (Proskynese), in der linken Hand hält er einen Stab. Hinter Pharnakes stehen zwei Wächter der Palastgarde (Apfelträger), hinter dem thronenden Großkönig steht der Kronprinz, Xerxes.
Weiterhin sind aus dem Fundus der Tontafeln von Persepolis zwei Siegel des Pharnakes (PF 2067 und 2068) erhalten.
Pharnakes’ Sohn war Artabazos, der als Feldherr gegen die Griechen kämpfte und eine faktisch erbliche Statthalterschaft (Satrapie) seiner Familie, der Pharnakiden, im phrygischen Daskyleion begründete.
Die spätere Königsdynastie von Kappadokien leitete ihre Abstammung ebenfalls von Pharnakes in einem obskuren Stammbaum ab, der von Diodor (31.19) überliefert wurde. Demnach sei „König Pharnakes von Kappadokien“ mit Atossa, einer Schwester des Großkönigs Kyros II., verheiratet gewesen, von denen die Statthalter (darunter Datames) und schließlich die Könige Kappadokiens abstammen sollen.